# Praga E-51

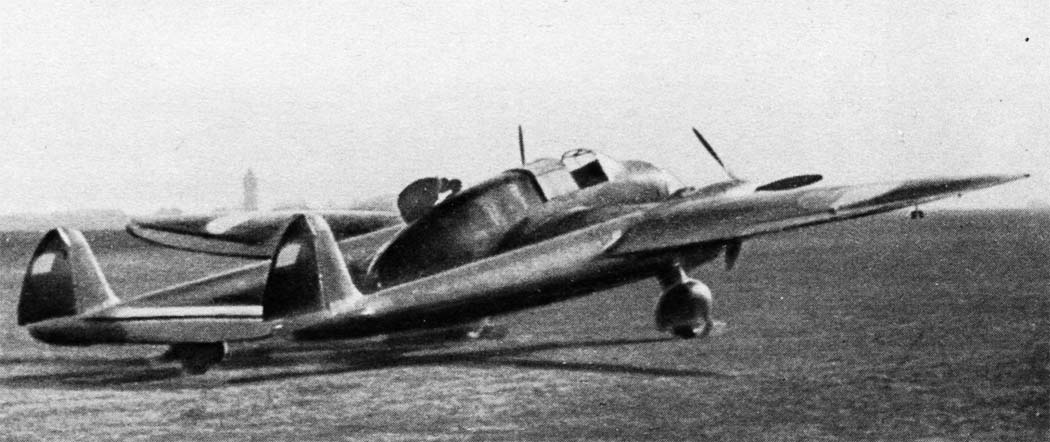
Praga E-51

De Praga E-51 is een Tsjechoslowaaks verkenningsvliegtuig en lichte bommenwerper gebouwd door Praga. De E-51 vloog voor het eerst op 26 mei 1938. Door de inname van Tsjechoslowakije door Duitsland werd de ontwikkeling gestaakt. Er is slechts één prototype van gebouwd. Het uiterlijk van de constructie doet veel denken aan een Nederlandse tijdgenoot, de Fokker G.I.

## Specificaties
- Bemanning: 3
- Lengte: 11,69 m
- Spanwijdte: 15,60 m
- Vleugeloppervlak: 35,44 m²
- Leeggewicht: 3 102 kg
- Motoren: 2× Walter Sagitta I-MR, 404 kW (542 pk)
- Maximumsnelheid: 380 km/h
- Plafond: 7 000 m
- Vliegbereik: 1 250 km
- Klimsnelheid: 6,6 m/s
- Bewapening:
  - 1× vooruit vurend 7,92 mm Vz.30 machinegeweer
  - 1× 7,92 mm vz.30 in een flexibele houder
  - Tot 500 kg aan bommen